# Bruno Lefebvre

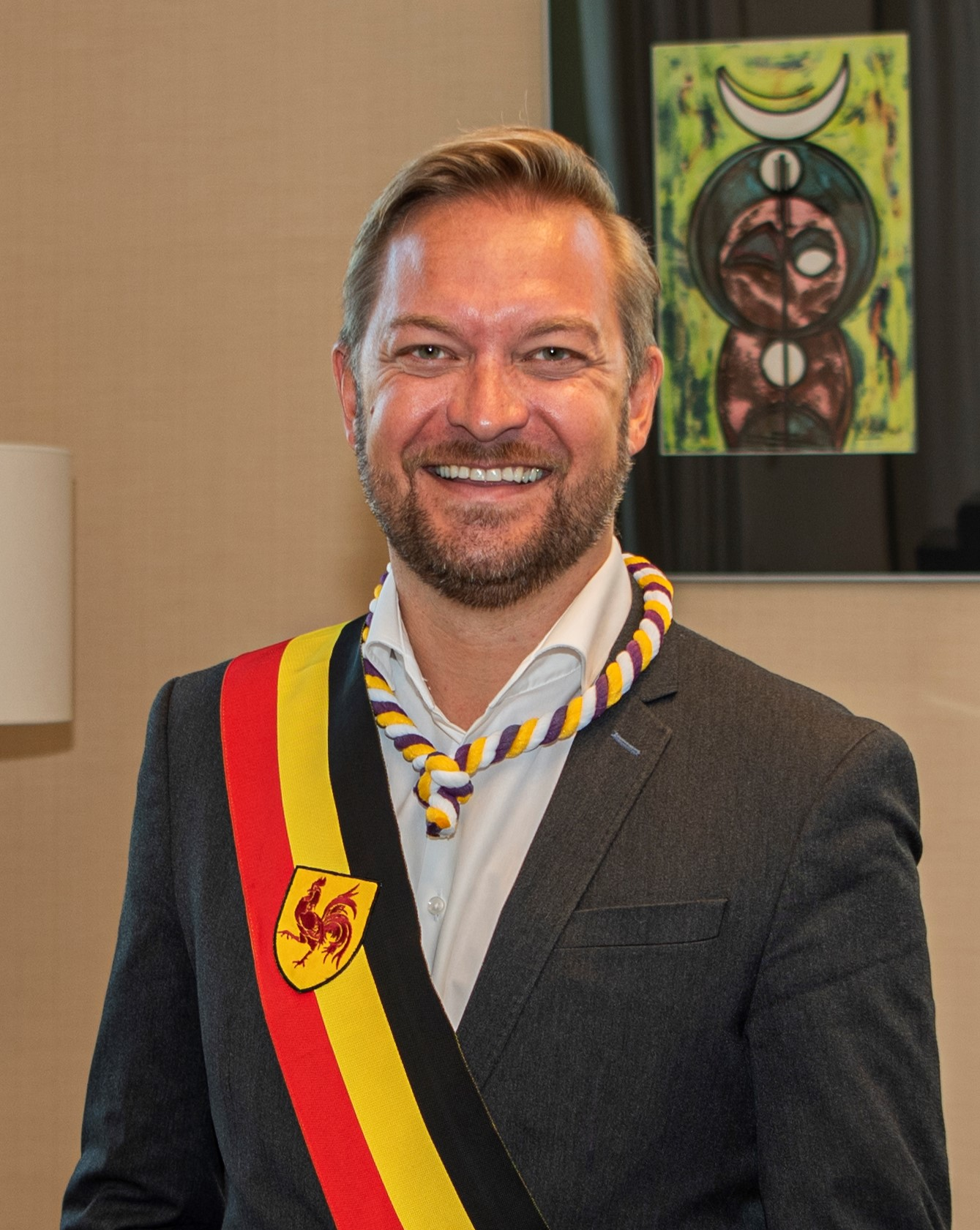
Bruno Lefebvre

Bruno Lefebvre (Belœil, 28 juni 1980) is een Belgisch politicus voor de PS.

## Levensloop
Lefebvre studeerde in 2003 af aan de ULB als licentiaat in politieke wetenschappen en bestuurswetenschappen. 
Hij sloot zich op zijn zestiende aan bij de PS en jongerenafdeling MJS en werkte op verschillende politieke kabinetten verbonden aan deze partij. Van 2003 tot 2004 was hij parlementair medewerker van federaal volksvertegenwoordiger Annick Saudoyer en 2004 tot 2007 was hij particulier secretaris van Waals minister Christiane Vienne. Nadat Vienne in 2007 de Waalse regering verliet om in de Senaat te zetelen, werd Lefebvre tot 2008 deeltijds haar raadgever. Tegelijkertijd was hij raadgever voor de Waalse regering. Vervolgens was hij van 2008 tot 2009 kabinetssecretaris en van 2009 tot 2011 directeur van het secretariaat op de kabinetten van Julie Fernandez-Fernandez en Jean-Marc Delizée, de toenmalige federale staatssecretarissen voor Sociale Zaken. Ten slotte was hij van 2011 tot 2014 kabinetssecretaris van Fadila Laanan, minister in de Franse Gemeenschapsregering.
In oktober 2006 werd Lefebvre verkozen tot gemeenteraadslid van Chièvres. Hij was er van 2007 tot 2011 voorzitter van de plaatselijke PS-afdeling en voorzitter van de toeristische dienst en werd in januari 2011 OCMW-voorzitter en schepen van Financiën in de gemeente. Na de gemeenteraadsverkiezingen van oktober 2012 werd Lefebvre burgemeester van Chièvres en werd daarmee de jongste burgemeester in de geschiedenis van de gemeente. Vanaf 2014 was hij verhinderd burgemeester. In februari 2018 verliet hij de gemeentepolitiek van Chièvres vanwege zijn verhuizing naar Aat, waar hij de door interne verdeeldheid en schandalen geteisterde PS-afdeling ging versterken en de lokale lijst van de partij ging aanvoeren bij de lokale verkiezingen van oktober 2018.
Daarnaast was Lefebvre van 2009 tot 2015 voorzitter van de MJS-federatie in Picardisch Wallonië, waarna hij van 2015 tot 2019 voorzitter was van de PS-federatie van Picardisch Wallonië. Bovendien nam hij verschillende bestuursmandaten op: van 2007 tot 2019 bij Ipalle, de intercommunale voor omgevingsbeheer in Picardisch Wallonië, en van 2015 tot 2019 bij de FRW, het Waalse overheidsagentschap voor plattelandsontwikkeling. Van 2019 tot 2024 was hij voorzitter van de raad van bestuur van IDETA, de intercommunale voor economische ontwikkeling van Doornik-Aat, en sinds 2021 vicevoorzitter van de raad van bestuur van de communicatieoperator ASTRID. 
In mei 2014 werd hij voor de kieskring Doornik-Aat-Moeskroen verkozen in het Waals Parlement en indirect in het Parlement van de Franse Gemeenschap. In het Waals Parlement werd hij van 2014 tot 2017 lid van de commissies Werk en Opleiding en Begroting en Openbaar Ambt en zetelde hij van 2017 tot 2019 in commissie Werk en Opleiding. Hij legde zich toe op thema's als gelijke kansen, voortgezet onderwijs, sociale dumpen bij overheidsopdrachten, het bieden van sociale steun van landbouwers, de opheffing van het kijk- en luistergeld en de strijd tegen discriminatie op de arbeidsmarkt en in het onderwijs, alsook op lokale dossiers als de verbetering van de mobiliteit rond het dierenpark Pairi Daiza. Daarnaast zetelde hij in 2017 in de onderzoekscommissie naar het functioneren en de transparantie van Publifin, na de financiële schandalen die rond deze intercommunale waren opgedoken. In het Parlement van de Franse Gemeenschap was Lefebvre van 2014 tot 2018 ondervoorzitter van de commissie Begroting, Openbaar Ambt en Administratieve Vereenvoudiging.
In oktober 2018 werd Lefebvre verkozen in de gemeenteraad van Aat. De PS bleef er in de bestuursmeerderheid en als politicus met de meeste voorkeurstemmen van zijn partij werd hij in december 2018 burgemeester van de stad. Door de decumulregels in het Waals Parlement moest hij hierdoor ontslag nemen als parlementslid. 
Bij de Waalse verkiezingen van juni 2024 werd hij lijsttrekker in de kieskring Doornik-Aat-Moeskroen en werd Lefebvre weer verkozen in het Waals Parlement en het Parlement van de Franse Gemeenschap. Hij besloot zijn parlementaire mandaten op te nemen en zette daarom een stap opzij als burgemeester van Aat.